# نبوتيات الذنب
نبوتيات الذنب (الاسم العلمي: Rhabdura) هي رتيبة من الحيوانات تتبع الرتبة ثنائيات الذنب من طائفة داخليات الفك.

## التصنيف
- القمابيد
  - القمبوداوات